# Pyrinia antoniata
Pyrinia antoniata es una especie de polilla de la familia Geometridae. La especie fue descrita por primera vez por Charles Oberthür habiendo sido descrita en 1912, con distribución en Ecuador. El holotipo de la especie fue descrita en la parroquia rural de Balsapamba.